# Iouri Bouïda
Iouri Vassilievitch Bouïda, (en russe : Юрий Васильевич Буйда, ISO 9 : Ûrij Vasil'evič Bujda), né le 29 août 1954 à Znamensk (Oblast de Kaliningrad) est un écrivain russe.

## Biographie
Bouïda est diplômé de l'université d'État de Kaliningrad (en) en 1982. Il travaille comme photographe, journaliste, rédacteur adjoint du journal régional. À partir de 1991, il réside à Moscou et commence à publier des romans : Don Domino, (1994), qui a été nommé au Prix Booker russe , La Fiancée prussienne (1998) qui explore la situation complexe des Russes de la région de Kaliningrad (partie de l'ancienne province de Prusse-Orientale). Pour son roman Voleur, espion et assassin, il reçoit en 2013 le troisième prix du concours Prix Bolchaïa Kniga.
Il a publié dans les magazines Novy Mir, Znamia, Oktyabr. Ses nouvelles et romans sont traduits en allemand, en polonais, en finnois, en français, en japonais...
Il a collaboré à divers journaux Rossiskaïa Gazeta, Nezavissimaïa Gazeta, Izvestia et est rédacteur en chef de la maison d'édition russe Kommersant.
En France son roman Le Train zéro est adapté, en 2020, au théâtre Gérard-Philippe de Saint-Denis, par Aurélia Guillet, avec Miglen Mirtchev.

## Œuvres traduites en français

### Romans
- Le Train zéro, Gallimard, 1998 ((ru) Don Domino, 1994), traduit par Sophie Benech [4]
- Yermo, Gallimard, 2002 ((ru) Yermo), traduit par Sophie Benech [5]
- Potemkine ou le Troisième Cœur, Gallimard, 2012 ((ru) Potemkine ili tret'e serdte), traduit par Sophie Benech [6]
- La Mouette au sang bleu, Gallimard, 2015 ((ru) Sinïaïa Krov), traduit par Sophie Benech [7]
- Voleur, espion, assassin, Gallimard, 2018 ((ru) Vor, shpïon i oubbïïtsa)  (ISBN 9782072723902), dont la traduction par Sophie Benech remporte une Mention spéciale au Prix Russophonie 2019[8]
- Les aventures d'un sous-locataire, Gallimard, 2021 ((ru) )  (ISBN 2882506260) dont la traduction en français par Véronique Patte remporte une Mention spéciale du Prix Russophonie 2021

### Recueil de nouvelles
- La Fiancée prussienne et autres nouvelles, Gallimard, 2005 ((ru) Prusskaya nevesta, 1998)
- Épître à madame ma main gauche et autres histoires, Interférences, 2010 ((ru) Poslanie gospože moej levoj ruke)